# Teorema della capasanta

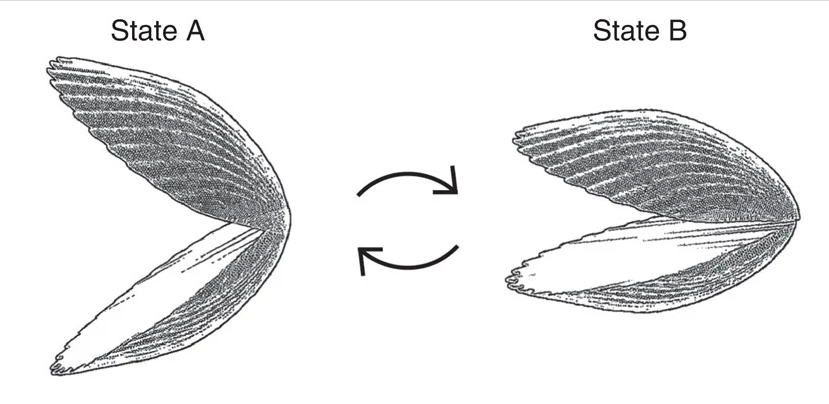
"Lenta o veloce, ripercorre esattamente la sua traietteria, e torna dove era partita"
- E. M. Purcell

In fisica, e più in particolare in meccanica dei fluidi, il teorema della capasanta (in inglese scallop theorem) di Purcell è alla base della comprensione del nuoto dei microrganismi. Esso afferma che, in un flusso di Stokes (flusso  viscoso ideale) di un fluido newtoniano, un nuotatore che compie un movimento simmetrico rispetto al tempo non può ottenere uno spostamento netto. Un tale nuotatore deforma il suo corpo in una forma particolare attraverso una certa sequenza di movimenti e poi torna alla forma originale compiendo la stessa sequenza al contrario. Questo tipo di moto è noto come moto reciproco ed è invariante rispetto all'inversione temporale. Edward Mills Purcell espose questo teorema nel suo articolo del 1977 Life at Low Reynolds Number incentrato sui principi fisici del nuoto dei microrganismi.  Il teorema prende il nome dal moto caratteristico di molte specie della famiglia dei Pectinidae, come la capasanta, che consiste nell'aprire e chiudere le valve repentinamente in modo rigido. Da un punto di vista fisico la capasanta è un esempio di un corpo avente un solo grado di libertà (corrispondente appunto all'apertura o chiusura rigida delle valve): i corpi con un solo grado di libertà si possono deformare soltanto in modo reciproco e, quindi non possono spostarsi in un ambiente fortemente viscoso. Le capesante riescono invece a spostarsi perché, data la loro dimensione, e, soprattutto, la velocità che imprimono all'acqua con il loro movimento, non possono essere considerate dei nuotatori a numero di Reynolds trascurabile.

## Introduzione

Animazione di un nuotatore formato da tre sfere. Ha un grado di libertà che corrisponde all'estensione e alla ritirata del braccio sinistro. In ambienti con un basso numero di Reynolds, ciò non comporta alcuno spostamento netto dell'intero corpo poiché il braccio completa un ciclo di estensione e retrazione.

Il teorema della capasanta è una conseguenza delle forze di reazione applicate all'organismo dal fluido circostante mentre nuota. Per un fluido newtoniano incomprimibile avente densità {\displaystyle \rho } e viscosità {\displaystyle \eta }, il flusso soddisfa l'equazione di Navier–Stokes
{\displaystyle \rho \left({\dfrac {\partial }{\partial \mathrm {t} }}+\mathbf {u} \cdot \nabla \right)\mathbf {u} =-\nabla p+\eta \nabla ^{2}\mathbf {u} ,\quad \nabla \cdot \mathbf {u} =0} ,
dove {\displaystyle \mathbf {u} } denota il campo di velocità del nuotatore. Tuttavia, per il numero di Reynolds che tende a zero, i termini inerziali dell'equazione di Navier-Stokes sul lato sinistro diventano trascurabili. Ciò è reso più evidente dalla adimensionalizzazione dell'equazione di Navier-Stokes. Definendo una scala di velocità e di lunghezza caratteristica, {\displaystyle u_{0}} e {\displaystyle L}, si possono trasformare le variabili in forma adimensionale:
{\displaystyle \mathbf {\tilde {u}} ={\dfrac {\mathbf {u} }{u_{0}}};\quad \mathbf {\tilde {r}} ={\dfrac {\mathbf {r} }{L}};\quad {\tilde {t}}={\dfrac {t}{(L/u_{0})}}} .
Sostituendole nell'equazione di Navier-Stokes ed eseguendo un po' di algebra, si arriva a una forma adimensionale:
{\displaystyle \left({\dfrac {\rho u_{0}L}{\eta }}\right)\left({\dfrac {\partial }{\partial {\tilde {t}}}}+\mathbf {\tilde {u}} \cdot {\tilde {\nabla }}\right)\mathbf {\tilde {u}} =-{\tilde {\nabla }}{\tilde {p}}+{\tilde {\nabla }}^{2}\mathbf {\tilde {u}} ,\quad {\tilde {\nabla }}\cdot \mathbf {\tilde {u}} =0} ,
dove {\displaystyle \rho u_{0}L/\eta } è appunto il numero di Reynolds, {\displaystyle Re}. Nel limite del {\displaystyle \mathrm {Re} \rightarrow 0} il membro di sinistra tende a zero. Tornando in forma dimensionale, si arriva all'equazione di Stokes:
{\displaystyle 0=-\nabla p+\eta \nabla ^{2}\mathbf {u} ,\quad \nabla \cdot \mathbf {u} =0} .
L'assenza dei termini inerziali a basso numero di Reynolds porta con sé alcune conseguenze. Una è che il nuotatore non sperimenta nessuna forza o momento torcente netto. Una seconda conseguenza è che la velocità è linearmente proporzionale alla forza (lo stesso vale per la velocità angolare e il momento torcente).  Le equazioni di Stokes sono lineari e indipendenti dal tempo. Queste proprietà portano alla reversibilità cinematica, un'importante proprietà per il moto dei corpo nel limite di numero di Reynolds trascurabile. Reversibilità cinematica significa che qualsiasi inversione istantanea del segno delle forze che agiscono sul corpo non cambierà la natura del flusso attorno ad esso, ma semplicemente la sua direzione. Queste forze sono la causa del movimento. Quando un corpo possiede un solo grado di libertà, l'inversione delle forze farà deformare il corpo in modo reciproco. Ad esempio, una capasanta può solo aprire e chiudere le valve. Poiché l'inversione delle forze non cambia la natura del flusso, il corpo si muoverà nella direzione inversa esattamente nello stesso modo, senza alcuno spostamento netto. È così che si arriva al teorema della capasanta.

## Dimostrazione matematica
La linearità delle equazioni di Stokes consente di utilizzare il teorema reciproco per mettere in relazione diretta la velocità di nuoto del nuotatore con il campo di velocità del fluido attorno alla sua superficie, che cambia in base al moto periodico che compie. Questa relazione permette di concludere che la locomozione è indipendente dalla velocità di nuoto. Successivamente, questo porta a capire che, a causa della simmetria temporale, il moto periodico invertito è identico al moto in avanti, permettendo di concludere che non ci possa esserci spostamento netto.

### Indipendenza dalla velocità
Il teorema reciproco descrive la relazione tra due flussi posti nella stessa geometria, in cui gli effetti inerziali sono trascurabili rispetto agli effetti viscosi. Si consideri una regione {\displaystyle V} piena di fluido, delimitata dalla superficie {\displaystyle S} con versore normale {\displaystyle {\hat {\mathbf {n} }}}. Si supponga che all'interno del dominio {\displaystyle V} l'equazione di Stokes abbia come possibili soluzioni i campi di velocità {\displaystyle \mathbf {u} } e {\displaystyle \mathbf {u} '} . A tali campi di velocità corrisponderanno dei tensori degli sforzi {\displaystyle \mathbf {\sigma } } e {\displaystyle \mathbf {\sigma } '}. Allora vale la seguente uguaglianza:
{\displaystyle \iint _{S}\mathbf {u} \cdot ({\boldsymbol {\sigma }}'\cdot {\hat {\mathbf {n} }})~\mathrm {d} S=\iint _{S}\mathbf {u} '\cdot ({\boldsymbol {\sigma }}\cdot {\hat {\mathbf {n} }})~\mathrm {d} S} .
Il teorema reciproco permette dunque di ottenere informazioni su un certo flusso utilizzando le informazioni su un altro flusso. Questo è preferibile alla risoluzione diretta delle equazioni di Stokes, che non è fattibile non conoscendo le condizioni al contorno esatte. 
Si può dunque usare il teorema reciproco per mettere in relazione la velocità {\displaystyle \mathbf {U} } con cui si muove un nuotatore soggetto a una forza {\displaystyle \mathbf {F} }, al campo di velocità {\displaystyle \mathbf {u} _{S}} del fluido sulla sua superficie:
{\displaystyle {\hat {\mathbf {F} }}\cdot \mathbf {U} =-\iint _{S}\mathbf {u} _{S}\cdot ({\boldsymbol {\sigma }}\cdot \mathbf {n} )~\mathrm {d} S} .
Si può quindi affermare che la velocità istantanea del nuotatore è legata al campo di velocità del fluido sulla sua superficie da una relazione della forma
{\displaystyle \mathbf {U} =\iint {\dot {\mathbf {r} _{S}}}\cdot \mathbf {g} (\mathbf {r} _{S})~\mathrm {d} S} ,
in cui {\displaystyle \mathbf {u} _{S}\equiv {\dot {\mathbf {r} _{S}}}=\mathrm {d} \mathbf {r} _{S}/\mathrm {d} t}, e {\displaystyle \mathbf {r} _{S}} denota la posizione dei punti sulla superficie del nuotatore. Si consideri allora un nuotatore che si deforma in modo periodico attraverso una sequenza di movimenti tra i tempi {\displaystyle t_{0}} e {\displaystyle t_{1}}. Lo spostamento netto del nuotatore sarà dato dunque dall'integrale:
{\displaystyle \Delta X=\int _{t_{0}}^{t_{1}}\mathbf {U} ~\mathrm {d} t} .
Si consideri lo stesso nuotatore che si deforma allo stesso modo ma a una velocità diversa, descrivendolo con questa trasformazione:
{\displaystyle t'=f(t),\quad \mathbf {r} _{S}(t)=\mathbf {r'} _{S}(t'),\quad {\dot {\mathbf {r} _{S}}}(t)={\dfrac {\mathrm {d} \mathbf {r'} _{S}(t')}{\mathrm {d} t}}={\dfrac {\mathrm {d} \mathbf {r'} _{S}(t')}{\mathrm {d} t'}}\cdot {\dfrac {\mathrm {d} t'}{\mathrm {d} t}}={\dot {\mathbf {r} _{S}}}'(t'){\dot {f}}(t)} .
Usando questa trasformazione, si ha
{\displaystyle \Delta X'=\int _{t_{0}}^{t_{1}}\mathbf {U} '(t')~\mathrm {d} t'=\int _{t_{0}}^{t_{1}}\mathbf {U} '(f(t)){\dot {f}}~\mathrm {d} t=\int _{t_{0}}^{t_{1}}\iint {\dot {\mathbf {r} _{S}}}'{\dot {f}}\cdot \mathbf {g} (\mathbf {r'} _{S})~\mathrm {d} S\mathrm {d} t=\int _{t_{0}}^{t_{1}}\iint {\dot {\mathbf {r} _{S}}}\cdot \mathbf {g} (\mathbf {r} _{S})~\mathrm {d} S\mathrm {d} t}
{\displaystyle =\int _{t_{0}}^{t_{1}}\mathbf {U} (t)~\mathrm {d} t\rightarrow \Delta X'=\Delta X} .
Questo risultato significa che la distanza netta percorsa dal nuotatore non dipende dalla velocità con cui si deforma, ma solo dalla sequenza geometrica di tale deformazione.

### Simmetria temporale del moto
Se un nuotatore si muove con una sequenza periodica che è invariante rispetto al tempo, si trova allora che lo spostamento medio durante un periodo è pari a zero. Per illustrare la dimostrazione, si consideri un nuotatore che si deforma durante un periodo che inizia e finisce negli istanti {\displaystyle t_{0}} e {\displaystyle t_{1}}. Ciò significa che la forma all'inizio del ciclo coincide con quella alla fine, e quindi {\displaystyle \mathbf {r} _{S}(t_{0})=\mathbf {r} _{S}(t_{1})} . Successivamente, si consideri il movimento ottenuto applicando l'inversione temporale alla prima sequenza di deformazioni, fra i tempi {\displaystyle t_{2}} e {\displaystyle t_{3}}. Utilizzando una trasformazione analoga a quella della sezione precedente, si pone {\displaystyle t_{2}=f(t_{1})} e {\displaystyle t_{3}=f(t_{0})} e si definisce la forma nel movimento inverso in modo che coincida con la forma nel movimento in avanti, {\displaystyle \mathbf {r} _{S}(t)=\mathbf {r'} _{S}(t')}. La relazione tra gli spostamenti netti in questi due casi è dunque:
{\displaystyle \Delta X'=\int _{t_{2}}^{t_{3}}\mathbf {U} '(t')~\mathrm {d} t'=\int _{t_{1}}^{t_{0}}\mathbf {U} (t)~\mathrm {d} t=-\int _{t_{0}}^{t_{1}}\mathbf {U} (t)~\mathrm {d} t=-\Delta X} .
Questo è il secondo risultato chiave. Combinandolo con quello della sezione precedente, si ha dunque {\displaystyle \Delta X'=\Delta X=-\Delta X\rightarrow \Delta X=0} . Ciò significa che un movimento reciproco non può essere utilizzato per ottenere uno spostamento netto in ambienti a basso numero di Reynolds.

## Strategie per superare il teorema
Il teorema della capasanta non risulta valido, e quindi un nuotatore può ottenere uno spostamento netto in un ambiente a numero di Reynolds trascurabile, se non sono rispettate tutte le ipotesi. Una possibilità è quella di utilizzare una cinematica corporea non reciproca. Situazione diversa è quella in cui un nuotatore si trova in un fluido non newtoniano, dove è possibile ottenere la locomozione anche con un movimento reciproco.

### Moto non reciproco
Nel suo articolo originale, Purcell propose un semplice esempio di deformazione corporea non reciproca, ora comunemente noto come il nuotatore di Purcell. Questo semplice nuotatore possiede due gradi di libertà per muoversi: è composto da tre segmenti rigidi, uniti da due cardini, che ruotano sfasati tra loro. In generale qualsiasi corpo con più di un grado di libertà può muoversi in modo non reciproco.
In generale, microorganismi come i batteri hanno sviluppato meccanismi diversi per eseguire movimenti non reciproci:
- Uso di un flagello, che ruota, spingendo il fluido all'indietro e la cellula in avanti, in modo analogo alle eliche delle navi a motore. In alcuni batteri il flagello è attaccato a un complesso motore rotante tenuto rigidamente sulla superficie della cellula.[4][5]
- Uso di un braccio flessibile: questo può essere ottenuto in molti modi diversi. Ad esempio, gli spermatozoi dei mammiferi possiedono un flagello che, in modo analogo a una frusta, si dimena all'estremità della cellula, spingendo la cellula in avanti.[6] Protisti come i parameci avanzano muovendo in modo complesso (simile allo stile rana) le ciglia.

### Fluidi non newtoniani
L'assunzione che il fluido sia newtoniano è essenziale poiché le equazioni di Stokes non sono per forza lineari e indipendenti dal tempo in un mezzo che possiede proprietà meccaniche e reologiche complesse. Inoltre molti microrganismi viventi vivono in fluidi complessi non newtoniani, che sono comuni in ambienti biologicamente rilevanti. Ad esempio, le cellule striscianti spesso migrano in fluidi polimerici elastici. I fluidi non newtoniani hanno diverse proprietà che possono essere manipolate per ottenere una locomozione su piccola scala.
In primo luogo, una di queste proprietà sfruttabili sono le differenze negli sforzi normali. Queste differenze derivano dallo stiramento del fluido da parte del movimento del nuotatore. Un'altra proprietà sfruttabile è il rilassamento dello sforzo, ossia il fatto che gli sforzi possano contenere un termine di memoria, sebbene la misura in cui questo possa essere utilizzato sia in generale ancora poco chiaro. Infine, i fluidi non newtoniani possono possedere una viscosità che dipende dalla velocità di taglio. Molti fluidi biologicamente rilevanti sono di tipo shear-thinning, ossia la loro viscosità diminuisce con la velocità di taglio. In un tale ambiente, la velocità con cui un nuotatore compie un movimento reciproco diventa rilevante, in quanto il moto non è più invariante nel tempo. Questo è in netto contrasto con il caso newtoniano in cui la velocità con cui un nuotatore si muove è irrilevante nel calcolo dello spostamento. Pertanto, un nuotatore reciproco può essere in grado di muoversi in un fluido non newtoniano. Nel 2014 fu progettata una micro capasanta in grado di muoversi in un fluido non newtoniano.